# 일본무도관
일본무도관(일본어: 日本武道館 닛폰부도칸[*])은 도쿄도 지요다구 기타노마루 공원에 있는 실내 경기장이다.

## 건설
도쿄도에서 개최된 1964년 하계 올림픽의 경기장 가운데 하나로 설립되었다.
유도, 합기도, 검도, 가라데 등 운동 경기에 사용되는 것뿐만 아니라 연주회나 밴드 공연, 격투기, 대학이나 회사의 입학, 졸업, 입사식의 장소 등으로도 사용된다.
특히 음악 공연장으로 많이 사용되는데, 1966년 비틀즈를 시작으로 셀린 디온, 딥 퍼플, 오아시스, 블러, 에이브릴 라빈등이 이 장소에서 공연했다. 아이즈원도 2019년 5월에 이 곳에서 팬 미팅을 열었다.
대한민국에는 잠실실내체육관이 무도관과 유사한 규모의 대표적인 공연장이다.
- 조용필
- 사이조 히데키
- Λucifer
- 2PM
- 슈퍼주니어-K.R.Y
- 안젤라 아키
- AAA
- ABBA
- Acid Black Cherry
- AC/DC
- aiko
- AKB48
- HKT48
- THE ALFEE
- Alice Nine
- Aimer
- ASIAN KUNG-FU GENERATION
- AIKATSU☆STARS!
- STAR☆ANIS
- Asia
- An Cafe
- 에이브릴 라빈
- Berryz코보
- BABYMETAL
- 백스트리트 보이즈
- Base Ball Bear
- 비스티 보이즈
- 밥 딜런
- Blur
- Boøwy
- BUCK-TICK
- 브라이언 애덤스
- 범프 오브 치킨
- 신디 로퍼
- Carpenters
- CASIOPEA
- Chatmonchy
- Chic
- Chicago
- ℃-ute
- 오니츠카 치히로
- The Beatles
- The Doobie Brothers
- Deep Purple
- Depeche Mode
- DISH//
- Dir en grey
- Dream Theater
- Duran Duran
- 다이애나 로스
- 시마미야 에이코
- 왕페이
- Fear, and Loathing in Las Vegas
- 프랭크 시나트라
- Flow
- FT아일랜드
- 슈퍼주니어-D&E
- The GazettE
- Glay
- 골든 봄버

| valign="top" |
- 아마츠키
- GRANRODEO
- Guns N’ Roses
- 하츠네 미쿠
- 아오이 쇼타
- 아오이 에일
- 에릭 클랩턴
- 요네즈 켄시
- 우타다 히카루
- 이언 길런
- 이키모노가카리
- 존 명
- 조던 루디스
- 저우제룬
- 이마와노 기요시로
- i☆Ris
- iKON
- Incubus
- 이박사
- Iron Maiden
- Janne Da Arc
- Journey
- Judas Priest
- 니시노 카나
- 우타쓰키 가오리
- Kalafina
- Kiss
- KOTOKO
- LiSA
- Led Zeppelin
- L'Arc~en~Ciel
- LUNA SEA
- 이승기
- MALICE MIZER
- 미하엘 솅커
- 카토 미리야
- HYDE
- MIYAVI
- GACKT & YFC (Yellow Fried Chickenz)
- Modern Jazz Quartet
- Mr. Big
- 머라이어 캐리
- 사카모토 마아야
- 모닝구무스메
- 미야노 마모루
- 카와다 마미
- 마츠다 세이코
- 미소라 히바리
- 모모이로 클로버 Z
- MUCC
- MELL
- 오월천
- Nightmare
- 나가부치 쓰요시
- 미즈키 나나
- Polysics
- 올리비아 뉴턴 존
- 오노 다이스케

| valign="top" |
- Oasis
- ONE OK ROCK
- 오지 오스본
- 폴 매카트니
- SS501
- 장근석
- The pillows
- Pearl Jam
- Perfume
- Plastic Tree
- PRINCESS PRINCESS
- 히사이시 조
- Queen
- 퀸시 존스
- Rainbow
- Red Hot Chili Peppers
- RIP SLYME
- The Rolling Stones
- SCANDAL
- 사다 마사시
- Amazarashi
- 셰릴 크로
- 시이나 헤키루
- Scorpions
- Siam shade
- Skid Row
- S/mileage
- SMAP
- Smashing Pumpkins
- Sphere
- Spitz
- SPYAIR
- Stryper
- T-ara
- T-SQUARE
- TM NETWORK
- Toto
- 동방신기
- 도쿄여자류
- 등려군
- 테일러 스위프트
- 태민
- 유키스
- 씨엔블루
- 신화
- UVERworld
- UNISON SQUARE GARDEN
- Whitesnake
- Village People
- VAMPS
- ViViD
- X JAPAN
- 옐로 매직 오케스트라
- 잉베이 말름스틴
- 야마구치 모모에
- 잭 와일드
- Zone
- ZARD
- may'n
- After The Rain (そらる×まふまふ)
- The Hiatus
- Nothing's Carved In Stone
- 안전지대